# Гидродинамика сглаженных частиц
Гидродинамика сглаженных частиц (англ. Smoothed Particle Hydrodynamics, SPH) — вычислительный метод для моделирования динамики жидкости и газов. Используется во многих областях исследований, включая астрофизику, баллистику, вулканологию и океанографию. Метод гидродинамики сглаженных частиц является бессеточным (англ. mesh-free) лагранжевым методом (то есть координаты движутся вместе с жидкостью), и разрешающая способность метода может быть легко отрегулирована относительно переменных, таких как плотность.

## Метод
Метод SPH работает путём деления жидкости на дискретные элементы, называемые частицами. Эти частицы имеют пространственное расстояние (известное как «длина сглаживания», обычно представляемая в уравнениях как {\displaystyle h}), на котором их свойства «сглаживаются» функцией сглаживающего ядра. Это значит, что любая физическая величина любой частицы может быть получена путём суммирования соответствующих величин всех частиц, которые находятся в пределах двух сглаженных длин. Например, температура в точке {\displaystyle \mathbf {r} } зависит от температуры всех частиц на расстоянии 2{\displaystyle h} от {\displaystyle \mathbf {r} }.
Влияние каждой частицы на физическую величину в точке {\displaystyle \mathbf {r} } оценивается в соответствии с её плотностью и расстоянием до частицы. Математически это описывается функцией сглаживающего ядра {\displaystyle W}. Разнообразные гладкие функции могут использоваться в качестве функции ядра, в частности функция Гаусса (функция нормального распределения) и ограниченный кубический сплайн. Последняя функция полагается равной нулю для частиц находящихся дальше, чем две сглаженные длины (в отличие от функции Гаусса, имеющей влияние на любом конечном расстоянии). Это позволяет экономить вычислительные ресурсы, исключая относительно малое влияние отдаленных частиц.
Значение любой физической величины {\displaystyle A} в точке {\displaystyle \mathbf {r} } задаётся формулой:
{\displaystyle A(\mathbf {r} )=\sum _{j}m_{j}{\frac {A_{j}}{\rho _{j}}}W(|\mathbf {r} -\mathbf {r} _{j}|,h),}
где {\displaystyle m_{j}} — масса частицы j, {\displaystyle A_{j}} — значение величины A для частицы j, {\displaystyle \rho _{j}} — плотность связанная с частицей j, и W — функция ядра, упомянутая выше. Например, плотность частицы {\displaystyle i} ({\displaystyle \rho _{i}}) может быть выражена как:
{\displaystyle \rho _{i}=\rho (\mathbf {r} _{i})=\sum _{j}m_{j}{\frac {\rho _{j}}{\rho _{j}}}W(|\mathbf {r} _{i}-\mathbf {r} _{j}|,h)=\sum _{j}m_{j}W(|\mathbf {r} _{i}-\mathbf {r} _{j}|,h),}
где суммирование {\displaystyle j} включает все частицы в моделировании.
Аналогично, пространственная производная количества может быть получена интегрированием по частям для смещения оператора набла ({\displaystyle \nabla }) от физической величины к функции ядра:
{\displaystyle \nabla A(\mathbf {r} )=\sum _{j}m_{j}{\frac {A_{j}}{\rho _{j}}}\nabla W(|\mathbf {r} -\mathbf {r} _{j}|,h).}
Хотя размер длины сглаживания может быть фиксирован и в пространстве и во времени, это не позволяет использовать всю мощь SPH. Назначая каждой частице её собственную длину сглаживания и разрешая ей меняться со временем, пространственное разрешение может автоматически подстраиваться к локальным условиям. Например, в очень плотной области, где много частиц расположены близко одна к другой, длина сглаживания может быть сделана относительно короткой, приводя к высокому пространственному разрешению. И наоборот, в областях с малой плотностью, где частицы размещены далеко одна от другой и разрешающая способность низкая, длина сглаживания может быть увеличена, оптимизируя вычисления для данной области. Объединённая с уравнением состояния и интегратором, гидродинамика сглаженных частиц может эффективно моделировать гидродинамические течения, в особенности спо скачками и разрывами сплошности. Однако традиционная искусственная формулировка вязкости, используемая в гидродинамике сглаженных частиц, имеет тенденцию сглаживать фронты ударных волн и контактные разрывы в гораздо большей степени, чем современные основанные на сетках методы.
Адаптивность гидродинамики сглаженных частиц, основанной на Лагранжевом подходе, аналогична адаптивности современных сеточных кодов с применением адаптивных сеток уточнения адаптивной сети (англ. Adaptive mesh refinement), хотя в последнем случае можно измельчить сетку согласно любому критерию, выбранному пользователем. Поскольку гидродинамика сглаженных частиц лагранжева по своей природе, то она ограничена в параметрах измельчения, используя только плотность.
Часто в астрофизике необходимо смоделировать гравитацию в дополнение к гидродинамике. Основанная на частицах «природа» SPH делает её идеальным выбором для объединения с обработчиком гравитации, который основан на частицах.

## Использование в биологии
Метод может быть использован для моделирования движения в однородных средах.
В том числе, при моделировании движения жидкостей в организме или даже целых организмов, тело которых представлено относительно однородной неплотной средой.
Один из интересных примеров — это моделирование тела червя в проекте OpenWorm.

## Использование в астрофизике
Адаптивная способность метода, объединённая с его возможностью моделировать явления охватывающие многие порядки величин, делают его идеальным для расчетов в теоретической астрофизике.
Моделирования формирования галактик, формирования звёзд, звёздных столкновений, сверхновых и метеоритных ударов, являются некоторыми из широкого спектра астрофизического и космологического применения этого метода.
В общих чертах, SPH используется для моделирования гидродинамических течений, включая возможное влияние гравитации. Включение других важных астрофизических факторов, таких как радиационный перенос и магнитные поля активно исследуется астрономическим сообществом, но пока имеет ограниченный успех.

## Использование в моделировании жидкости

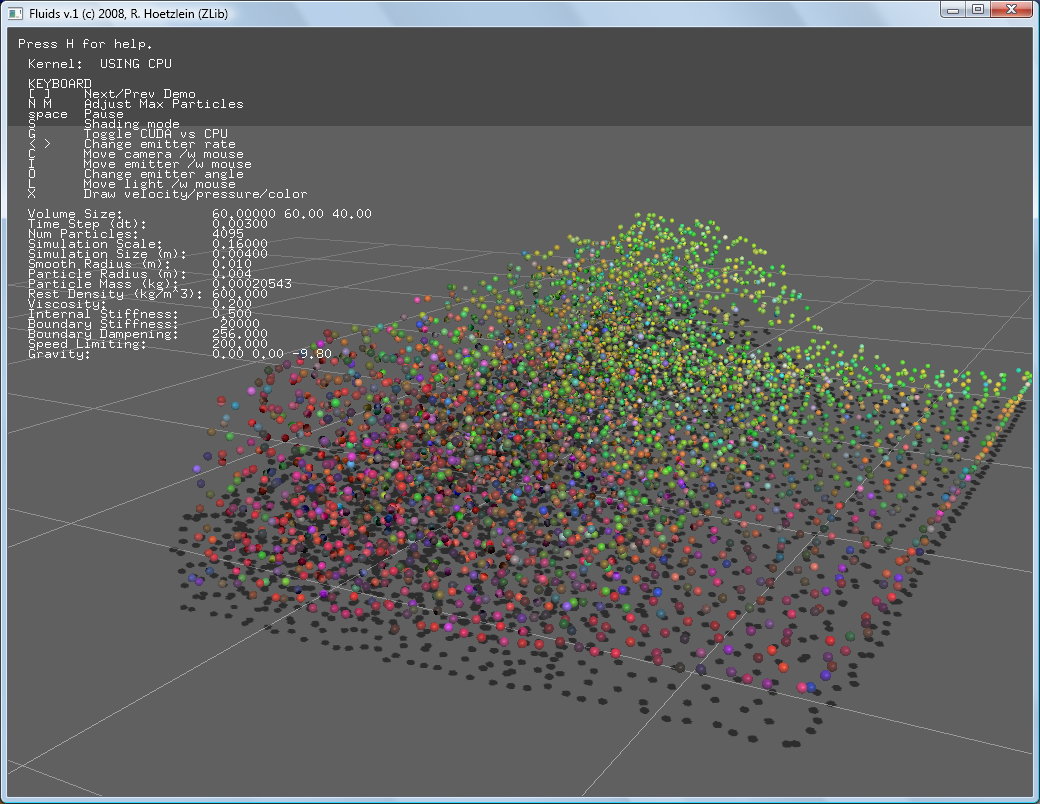
Снимок из компьютерной программы «Fluids v.1», которая моделирует движения жидкости методом SPH. В моделировании используется 4095 частиц.

Гидродинамика сглаженных частиц всё более часто используется для моделирования движения жидкостей. Это происходит из-за некоторых преимуществ метода SPH по сравнению с традиционными основанными на сетке методиками. Во-первых, SPH гарантирует сохранение массы без дополнительных вычислений, так как частицы сами по себе представляют массу. Во-вторых, SPH вычисляет давление от воздействия соседних частиц, также имеющих массу, а не решает систему линейных уравнений. Наконец, в отличие от основанных на сетке методик, которые должны прослеживать границы жидкости, SPH создаёт свободную поверхность для непосредственно двухфазных взаимодействующих жидкостей, так как частицы представляют более плотную жидкость (обычно воду), а свободное пространство представляет более лёгкую жидкость (обычно воздух). По этим причинам благодаря SPH возможно моделировать движение жидкости в режиме реального времени. Однако, и SPH, и сеточные методы всё ещё нуждаются в визуализируемой свободной поверхностной геометрии и используют полигонизационные методики, такие как metaballs, marching cubes, point splatting или «ковровую» визуализацию («carpet» visualization). Для газа более уместно использовать непосредственно функцию ядра, чтобы произвести рендеринг плотности газа (например, как сделано в пакете визуализации «SPLASH»).
Недостатком метода SPH по сравнению с сеточными методами является необходимость использования большего числа частиц для моделирования со сравнимой разрешающей способностью. В типичной реализации основанных на сетке методик и SPH, много вокселей или частиц будут находиться под поверхностью воды, в глубине водяного объёма, и никогда не будут визуализированы. Однако точность может быть значительно увеличена со сложными основанными на сетке методиками, особенно с теми, которые используются совместно с методами частиц (такими, как наборы уровней частиц).
Для таких развлекательных применений метода SPH, как компьютерные игры и кинофильмы, производительность и визуальная привлекательность намного более важны, чем точность моделирования. Muller и другие использовали SPH для моделирования воды текущей в стакан. При этом использовалось всего несколько тысяч частиц, а частота кадров составляла около 5 кадров/сек. Kipfer и Westermann (Technical University at Munich, Germany) использовали SPH для моделирования течения реки. Такахиро Харада (англ. Takahiro Harada) и другие использовали современные графические процессоры GeForce 8800 GTX для моделирования 49 тысяч частиц со скоростью 17 кадров/сек.

## Использование в механике твёрдых тел
Уильям Гувер (англ. William G. Hoover) использовал SPH, чтобы изучить воздействие разломов в сплошных телах. Гувер и другие использовали акроним SPAM (англ. smoothed-particle applied mechanics — рус. прикладная механика сглаженных частиц) по отношению к численному методу. Приложение методов сглаженных частиц к механике твёрдых тел остаётся относительно неисследованной областью знаний.

## Программное обеспечение по эмуляции SPH
- RealFlow — оффлайновый физический движок, предназначенный для использования в индустрии компьютерной графики, анимации и спецэффектов и использующий SPH.
- FLUIDS v. 3 — простая, свободная (лицензия zlib) трёхмерная реализация SPH в режиме реального времени для жидкостей, написанная на C++ и использующая для расчетов CPU и GPU.
- GADGET[англ.] — свободно доступный код N-body/SPH для астрофизического моделирования.
- SPLASH — свободно доступный инструмент для визуализации SPH моделирования.
- SPHysics — реализация SPH с открытым исходным кодом, написанная на Фортране.
- Physics Abstraction Layer (PAL)[англ.] — свободная система абстракции, которая поддерживает физические движки реального времени с поддержкой SPH.
- Pasimodo — программный пакет для основанных на частицах методов моделирования, включая SPH.